# Pazzano

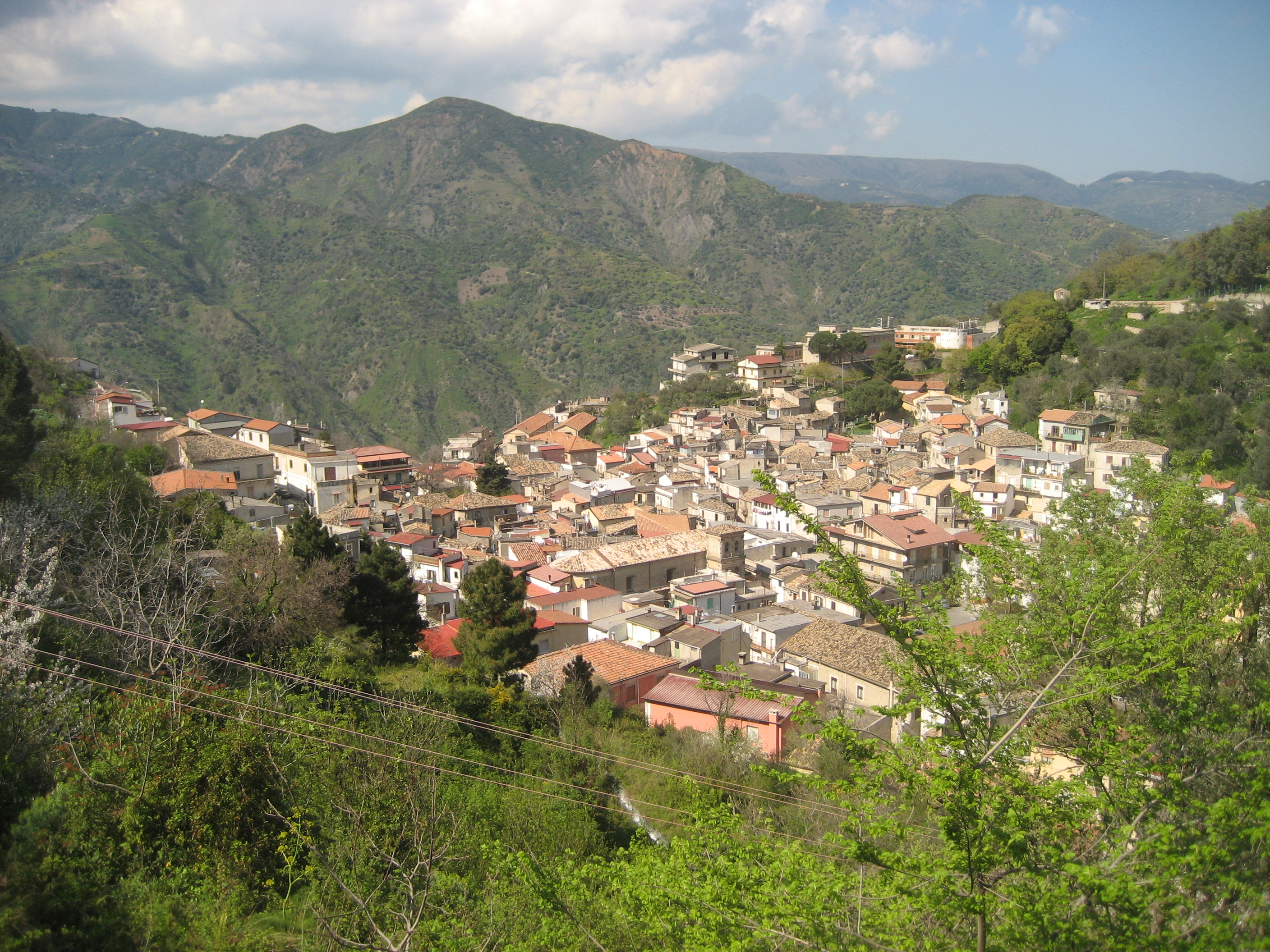
Pazzano

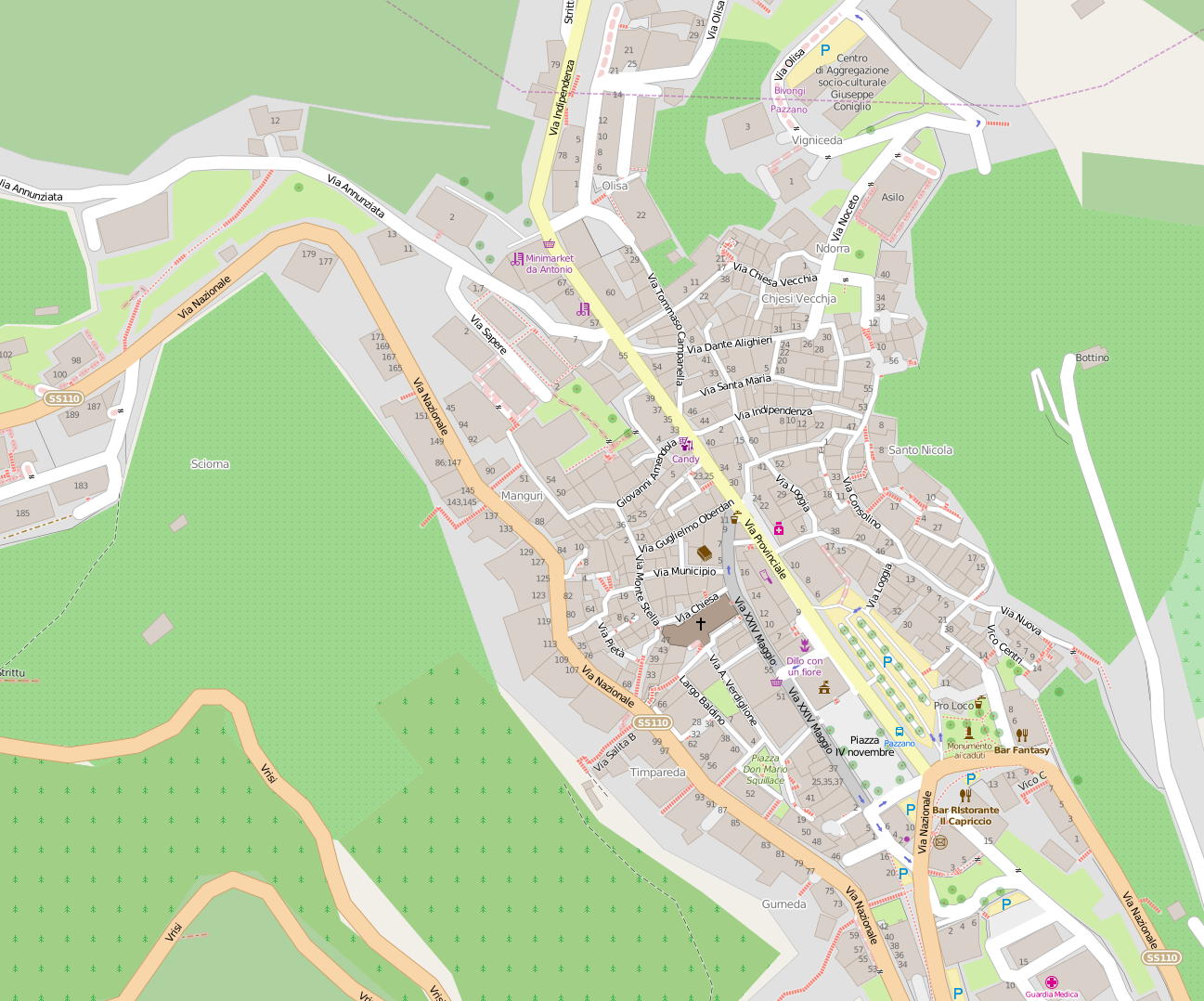
mapa Pazzano (Open Street Map 2015)

Pazzano – miejscowość i gmina we Włoszech, w regionie Kalabria, w prowincji Reggio Calabria.
Według danych na rok 2004 gminę zamieszkiwało 799 osób, 53,3 os./km².
Pazzano, w dialekcie kalabryjskim Pazzanu, w średniowieczu nazywane Pezzano, położone jest w pięknym otoczeniu, pomiędzy morzem i zalesionymi wzgórzami Le Serre, w dolinie rzeki Stilaro, między wapiennymi górami Monte Consolino i Monte Mammicoto. Utwory, z których zbudowane są góry, geologicznie należą do dewonu (395-345 mln lat).
Pazzano było jednym z górniczych ośrodków południowych Włoch, wydobywających i przetwarzających rudy żelaza. Górnictwo rud żelaza rozwijało się tam już w czasach Wielkiej Grecji (500 p.n.e.) i było kontynuowane przez wiele stuleci. Limonitowo-pirytowe złoża żelaza eksploatowane były przez okolicznych mieszkańców, którzy w czasach normandzkich założyli osiedle górnicze (dokument z 1094), przekształcone w późniejszym okresie w miejscowość Pazzano. Dokument z 1333 wspomina, że kopalnia Pazzano stanowiła własność klasztoru z Serra San Bruno. W grudniu 1524 cesarz Karol V Habsburg podarował tę kopalnię Cesare Fieramosca w nagrodę za wierną służbę. W 1527 kopalnia stała się ponownie własnością cesarską. W 1724 obok kopalni działał zakład metalurgiczny, odlewający działa. Zakład ten w 1768 przeniesiony został do Mongiany w prowincji Vibo Walentia.
Silne trzęsienie ziemi w 1783 drastycznie (do 857) zmniejszyło liczbę mieszkańców Pazzano. W 1811 Pazzano stało się autonomiczną gminą. Wydobycie rud kontynuowano, aż do drugiej połowy wieku XVIII, kiedy to rozwój przemysłu na północy Włoch skłonił wielu mieszkańców Pazzano do emigracji. Jeszcze w Królestwie Obojga Sycylii (1816-1860) Pazzano należało do ważniejszych ośrodków górniczych południowych Włoch (Mezzogiorno), na którym to obszarze działało 25 kopalń. W 1917 gmina dała na 50 lat koncesję górniczą Alessandro Casini, który w 1921 połączył się z genueńską spółką Miniera di Pazzano. Na koniec koncesję otrzymał koncern Montecatini, który jednak po roku zamknął tam wszelkie prace.
Najbardziej znanym miejscem, związanym z Pazzano, jest sanktuarium (kaplica) Santa Maria della Stella, znajdujące się w grocie, w górze Monte Stella, oddalonej od Pazzano o około siedem km. Grotę wykuli w VIII wieku prawosławni zakonnicy greccy, którzy założyli tam pustelnię. Za czasów normańskich powstał klasztor, który niejaki Ruggero podarował biskupowi Squillace, Giovanni Niceforo (dokument z 1096). Koło roku 1562 postawiono w grocie rzeźbę z białego marmuru Madonny della Stella, w miejsce wcześniejszej ikony. W 1643 Santa Maria della Stella przejęta została przez zakon Bazylianów. Obecnie grota (sanktuarium) Santa Maria di Monte Stella jest miejscem pielgrzymek z Pazzano, z których najważniejsza odbywa się w drugą niedzielę sierpnia.

## Bibliografia

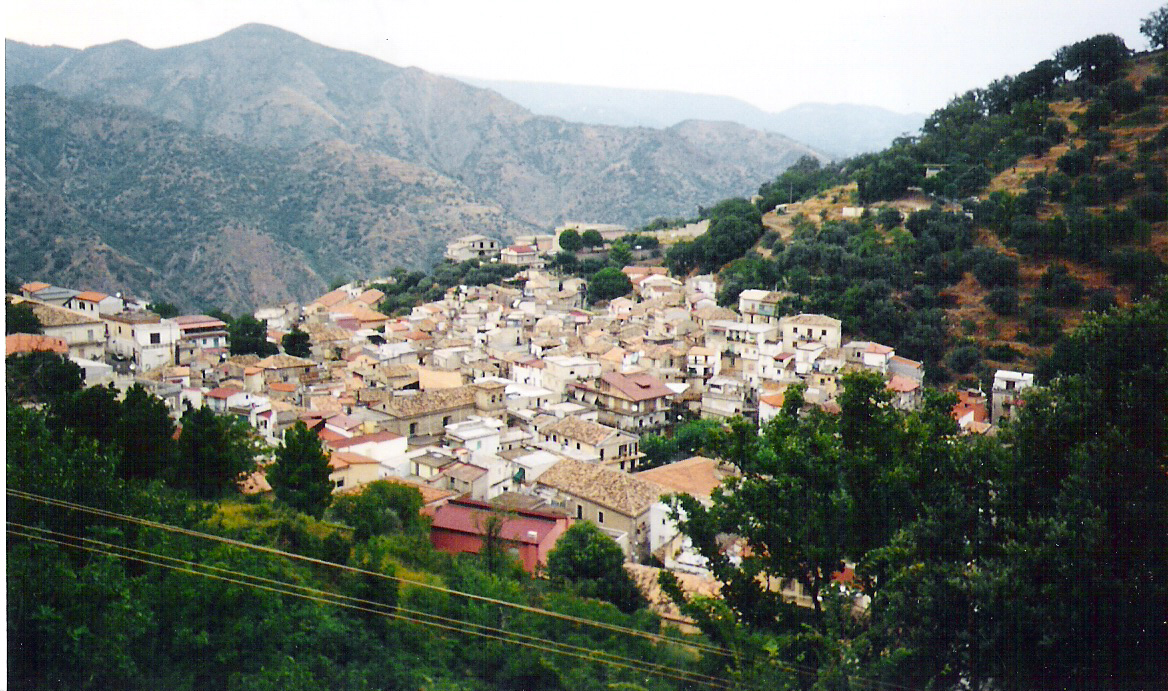